# Fistulinella nothofagi
Fistulinella nothofagi är en svampart som först beskrevs av Robert Francis Ross McNabb, och fick sitt nu gällande namn av Rolf Singer 1983. Fistulinella nothofagi ingår i släktet Fistulinella och familjen Boletaceae.   Inga underarter finns listade i Catalogue of Life.